# 圣弗兰
圣弗兰（法語：Saint-Vrain，法語發音：[sɛ̃ vʁɛ̃] ⓘ）是法国法兰西岛大区埃松省的一个市镇，属于帕莱索区。

## 地理
圣弗兰（48°32'29"N, 2°20'5"E）面积11.57 平方千米，位于法国法蘭西島大區埃松省，该省份为法国北部内陆省份，北起上塞纳省和马恩河谷省，西接厄尔-卢瓦省和伊夫林省，南至卢瓦雷省，东临塞纳-马恩省。
与圣弗兰接壤的市镇（或旧市镇、城区）包括：勒德维尔、瑞讷河畔布赖、谢普坦维尔、伊特维尔、拉尔迪、于尔普瓦地区马罗勒、小韦尔。

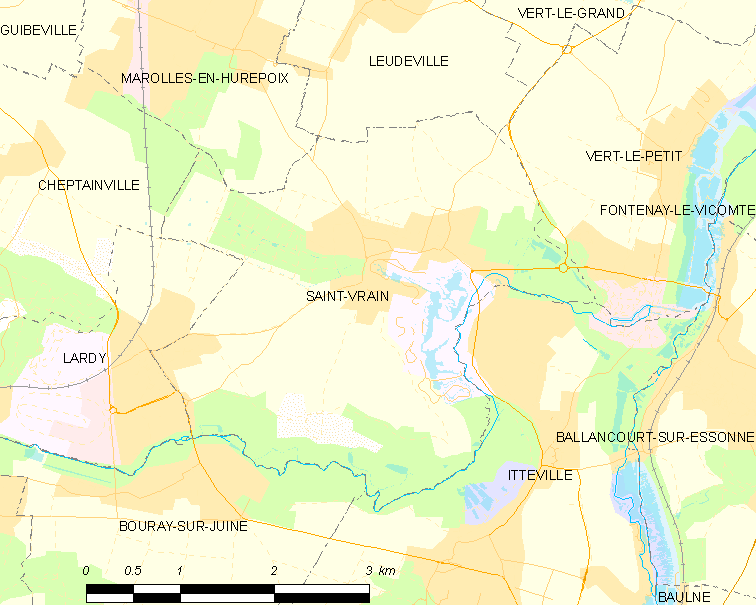
圣弗兰的OSM定位图

圣弗兰的时区为UTC+01:00、UTC+02:00（夏令时）。

## 行政
圣弗兰的邮政编码为91770，INSEE市镇编码为91579。

## 政治
圣弗兰所属的省级选区为奥尔日河畔布雷蒂尼县。

## 人口

1962-2008年间圣弗兰人口变化图示

圣弗兰于2022年1月1日时的人口数量为3046人。